# Оператор связи
Оператор связи — юридическое лицо или индивидуальный предприниматель, оказывающие услуги связи на основании соответствующей лицензии. Организация может быть независимой коммерческой, государственной или муниципальной, или быть в совместной форме собственности (с долевым участием).

## Классификация

### По видам услуг
- Почтовая связь — региональные почтовые операторы и почтовые отделения. Предоставляют возможность почтовых отправлений, реализуют курьерскую доставку. В некоторых регионах мира почтовые отделения также предоставляют телеграфную связь и телекс.
- Телеграфная связь — является устаревшей технологией, однако услуги телеграфирования всё ещё действует в некоторых регионах мира.
- Телефонный переговорный пункт — самостоятельное отдельное предприятие или пункт предоставления услуг крупного оператора телефонной связи, т.е. подразделение телекоммуникационной компании. Услуга связи в переговорном пункте, как правило, однократная (по запросу) и пользователи получают доступ к ТфОП и МГ/МН с общего обезличенного телефонного номера.
- Оператор фиксированной связи — государственная или коммерческая организация, предоставляющая пользователям - абонентам услуги фиксированной (проводной) связи в населённом пункте - селе, городе или в нескольких городах одного региона. Оператор местной связи распределяют между абонентами местные телефонные номера (ABC-номера) и определяют возможность использования локального телефонного плана нумерации. Оператор местной связи может предлагать услуги таксофонной связи для конечных пользователей.
- Оператор спутниковой телефонной связи — телефонная компания, предоставляющая услуги связи посредством космической радиосвязи.
  - Виртуальный оператор сотовой связи —  использует существующую инфраструктуру другого оператора, но предлагает услуги под собственной маркой.
- Оператор дальней связи — компания, предоставляющая услуги междугородней и международной связи - доступ к совершению вызовов телефонных номеров абонентам ТфОП в других городах (МГ) и странах (МН). Оператор дальней связи может предоставлять услуги телекоммуникационным компания - операторам местной связи, переговорным пунктам, а также отдельным физическим лицам. Оператор дальней связи может предлагать для конечных пользователей услуги таксофонной связи.
- Оператор универсальных услуг связи — телекоммуникационная компания, чаще всего коммерческая, предлагающая абонентам комплексный набор услуг связи — проводной телефонной связи, доступ в Интернет различными способами (проводной, мобильной), сотовая связь, IP-телефония (SIP-телефония), телевидение (IPTV) и т. п., по модели Triple Play или Quadruple play.
- Оператор спутниковой телефонной связи — телефонная компания, предоставляющая услуги связи посредством космической радиосвязи.
- Интернет-провайдер — организация, предоставляющая услуги доступа к сети Интернет и иные связанные с Интернетом услуги.

### По территории покрытия
1. Локальные операторы. Локальный оператор имеет транспортную инфраструктуру: физические каналы между квартирами, домами, офисами и узлом связи; АТС и канал связи между ними. К традиционным операторам связи добавляются и альтернативные операторы. Альтернативные операторы связи являются поставщиком интернет услуг.
2. Региональные операторы.
3. Национальные операторы. Предназначены для оказания услуг связи на большой территории, имеют соответствующую инфраструктуру. Осуществляют транзитную передачу телефонного трафика, имея в своём распоряжении транзитные АТС. Это операторы для операторов: их клиентами являются локальные операторы или крупные предприятия имеющие отделения и филиалы в различных городах страны.
4. Транснациональные операторы. Имеют собственные национальные сети, иногда для нескольких компонентов. Сотрудничают с национальными операторами.

## Виды услуг
В России установлены следующие виды услуг связи и соответствующих им лицензий.
1. Услуги местной телефонной связи, за исключением услуг местной телефонной связи с использованием таксофонов и средств коллективного доступа.
2. Услуги междугородной и международной телефонной связи.
3. Услуги телефонной связи в выделенной сети связи.
4. Услуги внутризоновой телефонной связи.
5. Услуги местной телефонной связи с использованием таксофонов.
6. Услуги местной телефонной связи с использованием средств коллективного доступа.
7. Услуги телеграфной связи.
8. Услуги связи персонального радиовызова.
9. Услуги подвижной радиосвязи в сети связи общего пользования.
10. Услуги подвижной радиосвязи в выделенной сети связи.
11. Услуги подвижной радиотелефонной связи.
12. Услуги подвижной спутниковой радиосвязи.
13. Услуги связи по предоставлению каналов связи.
14. Услуги связи по передаче данных, за исключением услуг связи по передаче данных для целей передачи голосовой информации.
15. Услуги связи по передаче данных для целей передачи голосовой информации.
16. Телематические услуги связи.
17. Услуги связи для целей кабельного вещания.
18. Услуги связи для целей эфирного вещания.
19. Услуги связи проводного радиовещания.
20. Услуги почтовой связи.

Лицензирующим органом является Федеральная служба по надзору в сфере связи, информационных технологий и массовых коммуникаций (Роскомнадзор)

## Особенности бизнеса

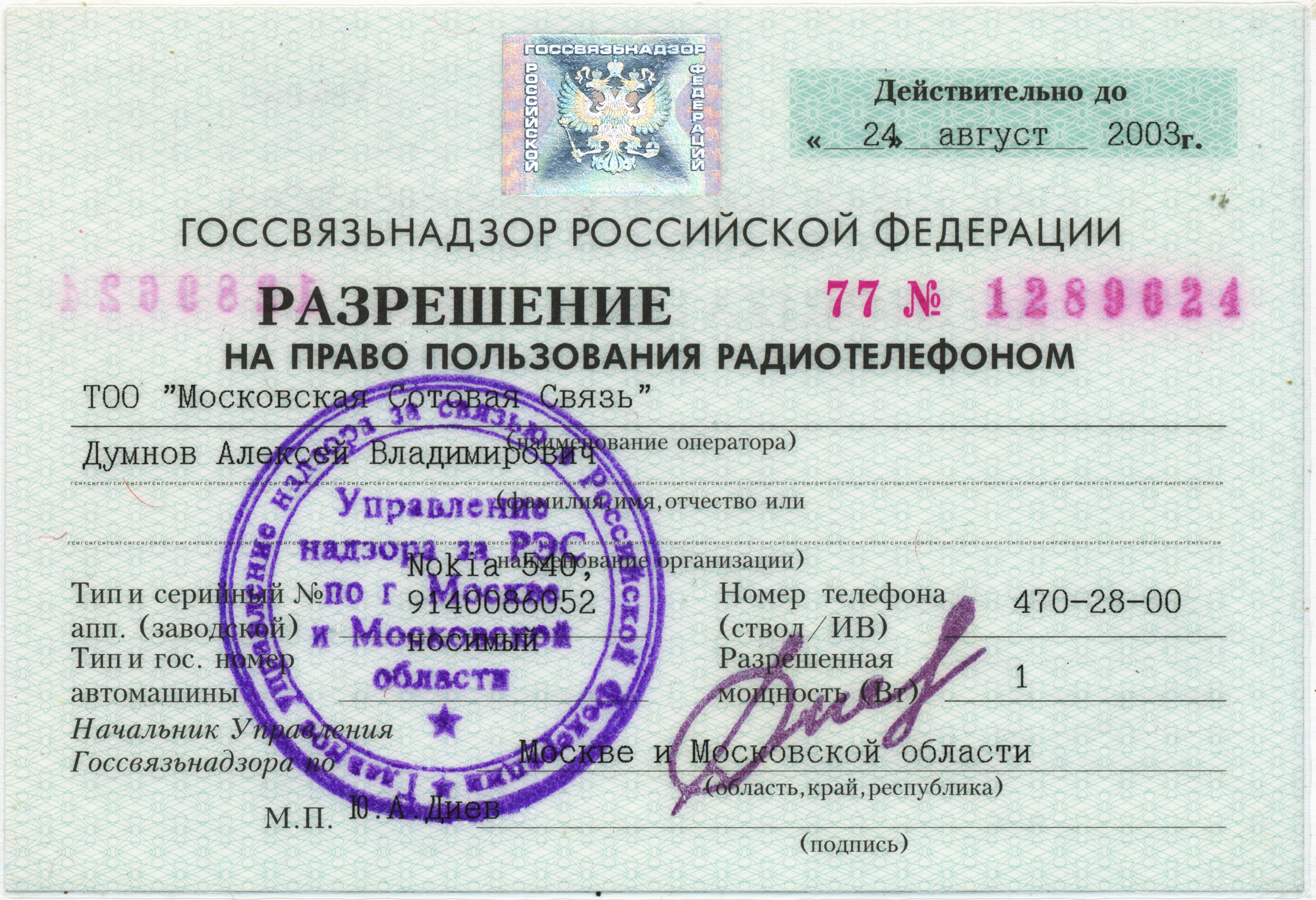
Разрешение на право пользования радиотелефоном «Московской сотовой связи» в 1998 году

Услуги связи — это специфичный вид бизнеса. Главная его особенность в том, что оператор связи не может работать, опираясь только на своё собственное оборудование и линии связи. Он вынужден использовать всю инфраструктуру связи, имеющую много различных собственников. Он не в состоянии заключить договор с каждым оператором, ресурсы которого использует. Поэтому свобода договора в данной области относительно невелика. Отрасль связи подвергается особенно подробному регулированию со стороны государства. В частности, устанавливаются единые правила присоединения сетей связи и пропуска трафика, единые правила эксплуатации средств связи, жёсткие технические требования к оборудованию и т. п. На межгосударственном уровне отрасль связи также регламентирована в бо́льшей степени, чем иные отрасли.
Во многих странах (в частности, в России) присутствует и ещё одна особенность — высокая степень монополизации услуг связи. Поэтому на ограничения, присущие отрасли связи, накладываются также ограничения антимонопольного законодательства (например, государственное регулирование тарифов).

## Операторы сотовой связи
Сотовая связь — самый быстрорастущий рынок из всех услуг связи. Соответственно, именно операторы мобильной связи больше привлекают внимание как инвесторов, так и регулирующих органов.
Таблица наиболее крупных сотовых операторов приведена в списке операторов сотовой связи.

## Операторы фиксированной связи
На рынке фиксированной связи России часто происходят слияния и поглощения. Число совершенных сделок и их объем в этом сегменте заметно выше, чем на рынке операторов мобильной связи. Наряду с консолидацией активов имеет место продвижение крупных игроков в регионы.
Ниже приведена таблица крупнейших операторов проводной связи в России:
| Оператор                  | Федеральный округ | Базовая компания слияния        | Население региона, млн. | Кол-во линий, млн. | Степень телефонизации региона |
| ------------------------- | ----------------- | ------------------------------- | ----------------------- | ------------------ | ----------------------------- |
| Ростелеком-Центр          | Центральный       | Электросвязь Московской обл.    | 29.1                    | 5.6                | 19.2 %                        |
| Ростелеком-Волга          | Приволжский       | Нижегородсвязьинформ            | 21.4                    | 3.9                | 18.2 %                        |
| Ростелеком-Северо-Запад   | Северо-Западный   | Петербургская ГТС               | 14.5                    | 3.5                | 24.1 %                        |
| Ростелеком-Сибирь         | Сибирский         | Электросвязь Новосибирской обл. | 20.8                    | 3.5                | 16.8 %                        |
| Ростелеком-Юг             | Южный             | ЮТК(Кубаньэлектросвязь)         | 21.0                    | 3.3                | 15.7 %                        |
| Ростелеком-Урал           | Уральский         | Уралсвязьинформ                 | 17.5                    | 3.0                | 17.1 %                        |
| Ростелеком-Дальний Восток | Дальневосточный   | Электросвязь Приморского края   | 7.2                     | 1.1                | 15.3 %                        |
| МГТС                      | Москва            |                                 | 12.5                    | 4.0                | 100.0 %                       |

В то же время, во многих регионах работают альтернативные операторы связи, разных масштабов. Во многих городах есть также небольшие телефонные компании обслуживающие определённые районы города или области (региона), операторы бизнес-центров и т.д. и т.п.
В настоящий момент всё большее число телекоммуникационных компаний-операторов кроме традиционной проводной телефонной связи предлагают комплексный набор услуг — доступ в Интернет различными способами, мобильная связь, IP-телефония (SIP-телефония),  телевидение (IPTV) и т.п., по модели Triple Play или Quadruple play. Таким образом, компании становятся универсальными операторами связи.

## Операторы дальней связи
Телекоммуникационные компании, предоставляющие услуги междугородней и международной телефонной связи. Такие компании могут предоставлять услуги как конечным пользователям, так и другим операторам связи, обеспечивая лишь транзит трафика от оператора в одном регионе до сети оператора связи в другом.
Для работы с конечными пользователями, могут применяться различные схемы обслуживания междугородних и международных вызовов:
- направление всех вызовов в другой регион посредством всегда одного и того же транзитного оператора
- специальный префикс для выбора конкретного оператора дальней связи, для предоставления абоненту выбора
- набор специального номера оператора дальней связи, авторизация по пин-коду, последующий набор и дозвон до абонента с учётом по отдельному счёту (карточная телефония)

Особый вид предоставления услуги дальней связи — междугородний телефонный переговорный пункт.
В тех точках земного шара, где другие способы телефонной связи невозможны — в пустынях, в горах и диких лесах (например в тайге) на северном и южном полюсе, в океане, на островах и т.п. востребована спутниковая телефонная связь.